# Samey
Samey, pseudonimo di Samuel Sadiv (Košice, ...), è un rapper slovacco.

## Biografia
Originario di Košice, Samey ha iniziato la propria attività musicale da solista nel 2017, anno in cui è stato pubblicato il primo album in studio Mama neviem kedy pridem domov. Il progetto ha fatto il proprio ingresso sia nella graduatoria nazionale che in quella ceca. Con la pubblicazione dell'EP XYZ, divulgato il 1º settembre 2019, ha visto i suoi miglior posizionamenti in classifica di allora, esordendo in vetta alla SK Albums e al 3º posto nella CZ Albums.
L'LP Anarchia, promosso dalla hit numero uno Breeze, ha segnato il suo ritorno sulle scene musicali in due anni, rimanendo in testa alla graduatoria slovacca per otto settimane non consecutive e ponendosi al 2º posto in Cechia.

## Discografia

### Album in studio
- 2017 – Mama neviem kedy pridem domov
- 2021 – Anarchia
- 2023 – Slzy ulic
- 2025 – Kto sa boji nesmie do lesa
- 2025 – Podoknami (con Gleb)

### EP
- 2019 – XYZ

### Singoli
- 2017 – V dialke vidim svietit Sidlisko
- 2018 – Pull Up (feat. Yzomandias & Ego)
- 2018 – Nádej (feat. Saul)
- 2022 – Dni ako tieto (con Matej Straka e Jerry Lee)
- 2023 – Pumpa (con Ego, Ben Cristovao e Nuri)
- 2023 – Python (con Wen)
- 2025 – Baggy (con Gleb)

### Collaborazioni
- 2021 – Myslienky stokara (Zayo feat. Samey)